# Craig Redmond
Craig Sanford Redmond (* 22. September 1965 in Dawson Creek, British Columbia) ist ein ehemaliger kanadischer Eishockeyspieler, der im Verlauf seiner aktiven Karriere zwischen 1980 und 1989 sowie 1995 und 1996 unter anderem 194 Spiele für die Los Angeles Kings und Edmonton Oilers in der National Hockey League (NHL) auf der Position des Verteidigers bestritten hat. Seinen größten Karriereerfolg feierte Redmond jedoch im Trikot der kanadischen Nationalmannschaft, mit der er bei der Weltmeisterschaft 1986 die Bronzemedaille gewann. Darüber hinaus nahm er mit der Mannschaft an den Olympischen Winterspielen 1984 im jugoslawischen Sarajevo teil. Seine Cousins Dick Redmond und Mickey Redmond waren ebenfalls professionelle Eishockeyspieler und in der NHL aktiv.

## Karriere
Redmond verbrachte seine Juniorenzeit zwischen 1980 und 1982 zunächst in der unterklassigen kanadischen Juniorenliga British Columbia Junior Hockey League (BCJHL) bei den Abbotsford Flyers. Von dort wechselte er für ein Jahr an die University of Denver, nachdem er im Vorjahr 106 Scorerpunkte in der BCJHL gesammelt hatte. An der Universität lief der Verteidiger für die Pioneers, das Eishockeyteam der Universität, auf. In der Western Collegiate Hockey Association (WCHA) wurde er nach der Spielzeit als Rookie of the Year ausgezeichnet. Bereits im Sommer 1983 unterbrach er jedoch sein Studium und ließ sich vom kanadischen Eishockeyverband Hockey Canada rekrutieren, in dessen Trainingsprogramm er sich die gesamte Spielzeit 1983/84 auf die Olympischen Winterspiele 1984 vorbereitete.
Nach der Teilnahme an den Olympischen Winterspielen wurde der Defensivspieler im NHL Entry Draft 1984 bereits an der sechsten Gesamtposition von Los Angeles Kings aus der National Hockey League (NHL) ausgewählt. Dabei wäre eine frühere Auswahl möglich gewesen, wenn sein Agent nicht zahlreiche Franchises darüber informiert hätte, dass sein Klient nicht für sie auflaufen wolle. Statt jedoch im Sommer 1984 an die University of Denver zurückzukehren, gelang es dem gerade 19-Jährigen einen Platz im NHL-Kader der Kings zu ergattern. In seinem Rookiejahr sammelte er 39 Scorerpunkte in 79 Einsätzen. Das dritte Jahr in der Liga war für Redmond von zahlreichen Verletzungen geprägt. So bestritt er wegen eines Sehnenleidens und einer langwierigen Knieentzündung nur 16 Spiele.
Zum Beginn der Saison 1986/87 schickte das Management der LA Kings den Abwehrspieler zu ihrem Farmteam, den New Haven Nighthawks, in die American Hockey League (AHL). Redmond weigerte sich jedoch für die Nighthawks aufzulaufen und bat um einen Transfer. Die Kings suspendierten ihn daraufhin auf unbestimmte Zeit. Redmond zeigte sich davon aber unbeeindruckt und setzte – mit der Ausnahme von zwei Einsätzen zum Saisonstart – die gesamte Spielzeit aus. Erst als er im August 1988 im Tausch für John Miner zu den Edmonton Oilers transferiert wurde, kehrte der Kanadier in den Eishockeysport zurück. Bevor er jedoch ein Spiel für Edmonton absolvierte, wurde er im NHL Waiver Draft im Oktober desselben Jahres von den New York Rangers ausgewählt. Dort kam er bis Anfang November zu zehn Einsätzen beim Farmteam Denver Rangers in der International Hockey League (IHL), ehe er über den Waiver zu den Oilers zurückkehrte.
Im weiteren Verlauf des Spieljahres 1988/89 pendelte Redmond zwischen dem NHL-Kader Edmontons und dem des Kooperationspartners Cape Breton Oilers aus der AHL. Nach der Saison beendete der 23-Jährige seine aktive Karriere. Erst vor der Saison 1995/96 kehrte Redmond zurück und unterzeichnete einen Probevertrag bei den Edmonton Oilers. Es gelang ihm jedoch nicht, einen Platz im NHL-Aufgebot zu erhalten und verbrachte die gesamte Spielzeit in der AHL und IHL. Im Sommer 1996 zog er sich zum dritten Mal und schließlich endgültig aus dem Eishockeysport zurück.

### International
Für sein Heimatland nahm Redmond an den Olympischen Winterspielen 1984 im jugoslawischen Sarajevo sowie der Weltmeisterschaft 1986 in der sowjetischen Landeshauptstadt Moskau teil.
Die Olympischen Winterspiele bestritt Redmond noch als damaliger Amateur, der sich mit der Auswahl die gesamte Saison 1983/84 auf das Olympiaturnier vorbereitet hatte. Letztlich belegten die Kanadier den vierten Rang und verpassten damit eine Medaille nur knapp. Der Verteidiger erzielte in der Vorrunde des Turniers dabei zwei Treffer. Zwei Jahre später gelang als Mitglied des Kaders der Weltmeisterschaft 1986 der Gewinn der Bronzemedaille. In zehn Turnierspielen steuerte Redmond dazu fünf Scorerpunkte bei. Darunter befanden sich drei Tore.

## Erfolge und Auszeichnungen
- 1983 WCHA Rookie of the Year
- 1986 Bronzemedaille bei der Weltmeisterschaft

## Karrierestatistik

### International
Vertrat Kanada bei:
- Olympischen Winterspielen 1984
- Weltmeisterschaft 1986

(Legende zur Spielerstatistik: Sp oder GP = absolvierte Spiele; T oder G = erzielte Tore; V oder A = erzielte Assists; Pkt oder Pts = erzielte Scorerpunkte; SM oder PIM = erhaltene Strafminuten; +/− = Plus/Minus-Bilanz; PP = erzielte Überzahltore; SH = erzielte Unterzahltore; GW = erzielte Siegtore; 1 Play-downs/Relegation; Kursiv: Statistik nicht vollständig)